# Lucius Ampelius
Lucius Ampelius est un écrivain latin du IIe siècle, connu pour son Liber Memorialis  (Le Mémorial), un opuscule scolaire latin qui fut probablement écrit à la fin du règne de Marc Aurèle à Césarée de Maurétanie.

## Biographie
Composé d'une suite de notices thématiques de longueur inégale, entrecoupées de questions,  il se propose de combler l'insatiable curiosité d'un dédicataire nommé Macrin, un adolescent d'après le contexte, identifié comme le futur empereur Macrin.  Pour ce faire, l'auteur traite brièvement de cosmographie, de géographie, de mythographie et d'histoire universelle, évoquant en quelques pages un nombre considérable de données de toute sorte. Le caractère de résumé allusif de la plupart des notices et l'inachèvement de certaines d'entre elles indiquent que le Liber memorialis a été rédigé en fonction d'un enseignement oral plus développé, qu'il prolongeait en le résumant. 
C'est dire l'intérêt de ce petit manuel : unique en son genre dans la littérature latine d'époque romaine, il est le seul à nous offrir des informations  assez précises sur les modes de transmission du savoir scolaire, et sur le niveau de culture que devait acquérir un jeune romain à la veille d'aborder l'étude de la rhétorique. On va voir que les fondements de cette culture sont, en premier lieu, une connaissance élémentaire du monde qui entoure l'adolescent, puis, un ensemble de données de base sur un passé relativement ancien, l'approche de ce dernier se faisant par le biais d'un choix de données biographiques relatives à des destins individuels exemplaires.